# Лечебная физическая культура

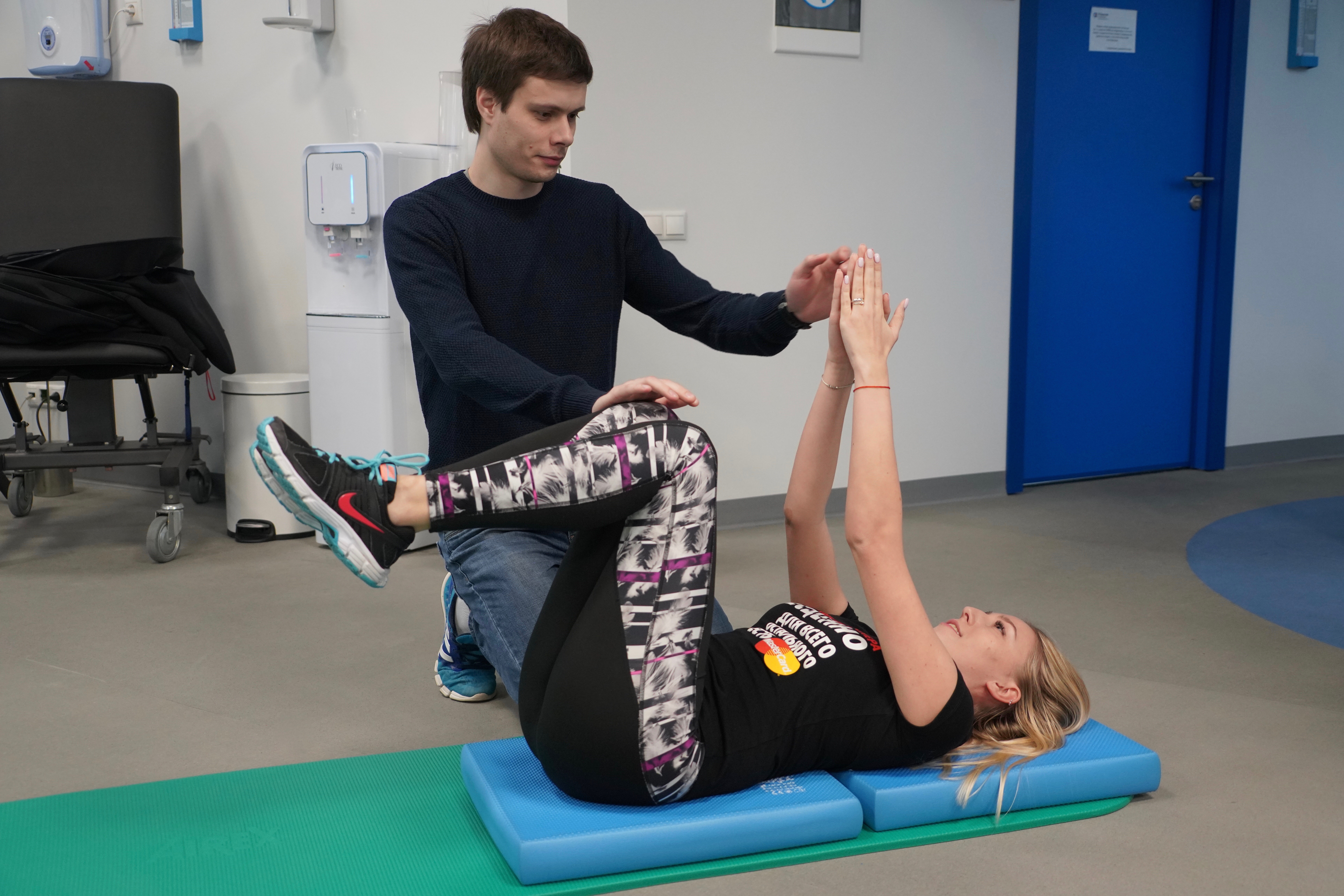
Лечебная гимнастика

Лече́бная физи́ческая культу́ра (ЛФК) — медицинская дисциплина, применяющая средства физической культуры (в основном — физические упражнения) с целью лечения и реабилитации больных и инвалидов, а также профилактики заболеваний. Для увеличения эффективности упражнений в задачи ЛФК входит использование педагогических средств воздействия: выработка у пациента уверенности в своих силах, сознательного отношения к проводимым занятиям и необходимости принимать в них активное участие[уточнить].
Термин «лечебная физическая культура» официально принят в 1928 году, до этого использовали термин «врачебная гимнастика».

## Введение
Лечебная физкультура — один из элементов современного комплексного лечения пациентов.
Физические упражнения влияют на реактивность всего организма и вовлекают в общую реакцию механизмы, которые участвовали в патологическом процессе. В связи с этим лечебную физкультуру можно назвать методом патогенетической терапии.
ЛФК предусматривает сознательное и активное выполнение больными соответствующих физических упражнений. В процессе занятий больной приобретает навыки в использовании естественных факторов природы с целью закаливания, физических упражнений — с лечебными и профилактическими целями. Это позволяет считать занятия лечебной физической культурой лечебно-педагогическим процессом.
ЛФК следует тем же принципам применения физических упражнений, что и физическая культура для здорового человека, а именно: принципы всестороннего воздействия, прикладности и оздоровительной направленности.

## История
Гиппократ в трактате «О здоровом образе жизни» писал: 

Гимнастика, физические упражнения, ходьба должны прочно войти в повседневный быт каждого, кто хочет сохранить работоспособность, здоровье, полноценную и радостную жизнь.— Цит. по: Гиппократ. Сочинения. / Пер. В. И. Руднева, комм. В. П. Карпова. — Кн. 1. Избранные книги. — М.: Биомедгиз, 1936. — 736 с. — 10 200 экз.
Меркуриалис (итал. Girolamo Mercuriale) в книге «Искусство гимнастики» (De arte gymnastica, 1569) описал оздоровительные практики древних греков и римлян: массаж, банные процедуры и физические упражнения.
Клемент Тиссо (фр. Clément Joseph Tissot), будучи военным хирургом в армии Наполеона, разработал новую для того времени концепцию реабилитации после ранений и обобщил свой опыт клинической реабилитации в труде «Медицинская или хирургическая гимнастика» (фр. Gymnastique médicinale et chirurgicale : Essai sur l'utilité du mouvement, ou des différens Exercices du corps, & du repos sur la cure des Maladies.), фраза из которого стала афоризмом:

Движение может заменить разные лекарства, но ни одно лекарство не в состоянии заменить движение.
Пэр-Генрих Линг, хотя и не имел медицинского образования, основал в Швеции собственную систему гимнастики, в том числе «врачебной» (лечебной), которую описал в книге «Общие основы гимнастики» (1834, издана посмертно в 1840). В 1813 году в Стокгольме Линг на деньги шведского правительства открыл Королевский Центральный институт гимнастики, обучавший преподавателей врачебной и общей физкультуры.

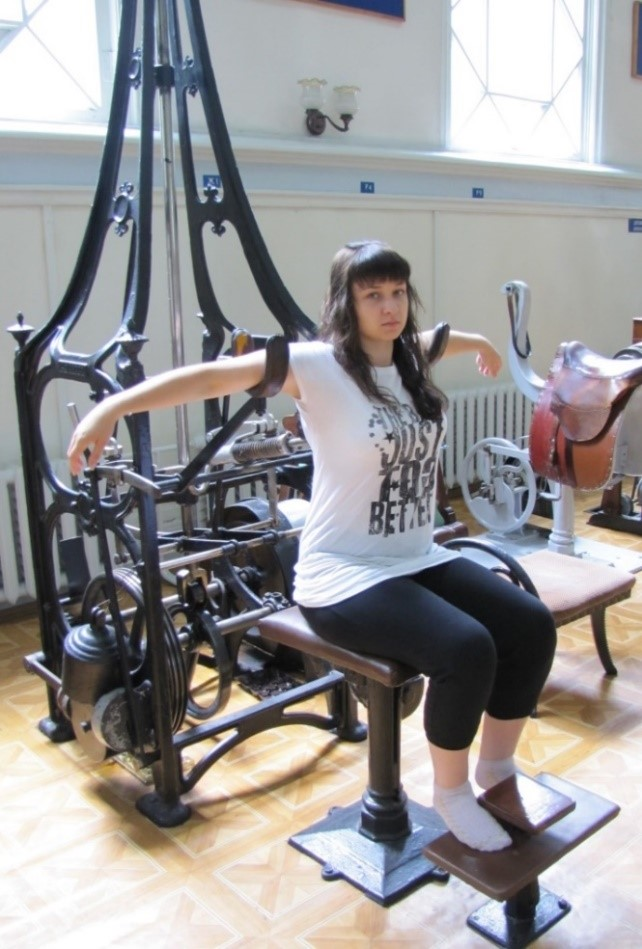
Тренажёр Цандера

Шведский врач Густав Сандер (Цандер) разработал тренажёры для реабилитации и открыл в 1865 году в Стокгольме институт врачебной гимнастики.
Немецкий врач Д. Шребер в середине XIX века написал брошюру «Комнатная оздоровительная гимнастика» (нем. Aerztliche Zimmergymnastik), которая была переведена и опубликована в России в 1856 году. Доктор Шребер предлагал проводить оздоравливающие домашние занятия физкультурой людям всех возрастов. В России его рекомендации были встречены критикой, в частности, Чернышевский в рецензии на книгу Шребера написал о его рекомендациях заниматься физическими упражнениями с 4 лет до старости: «Вообще довольно забавно видеть, до какой степени иногда человек может увлечься какой-нибудь idée fixe».
В 1923 году в московском Государственном центральном институте физической культуры (ГЦИФК) была открыта первая в СССР (и первая в России) «кафедра научного контроля над физическим развитием», впоследствии переименованная в «кафедру врачебного контроля», затем — в «кафедру лечебной физкультуры и врачебного контроля». Сотрудник кафедры И. М. Саркизов-Серазини в дальнейшем стал одним из основоположников научной школы лечебной физической культуры в СССР.
В 1925 году созданная при Наркомздраве СССР комиссия разработала руководящее положение по применению физических упражнений у больных.

В 1926 году в СССР опубликовано учебное пособие «Физическая культура как лечебный метод», где были описаны лечебное и профилактическое применение физической культуры.
В 1928 году кафедра физиотерапии и курортологии ГЦИФК преобразована в кафедру патологии, физиотерапии и врачебной гимнастики с И. М. Саркизовым-Серазини во главе (он руководил кафедрой до своей смерти в 1964 году).

С 1928 года в ГЦИФК стали читать лекции по врачебной гимнастике, массажу и физиотерапии.
В 1929 году на Пленуме Высшего совета физической культуры РСФСР был официально принят термин «лечебная физическая культура» взамен до тех пор употреблявшегося термина «врачебная гимнастика».

В 1929 году вышла в свет книга В. Н. Мошкова «Лечебная физкультура».
В 1931 году Наркомздрав РСФСР впервые определил (утвердил) профиль врача-специалиста по лечебной физкультуре.
В 1935 году издано первое в СССР руководство по ЛФК, которое переиздавалось в 1937, 1947, 1957 и 1963 годах.

## Средства лечебной физической культуры
В лечебной физической культуре для профилактики и лечения заболеваний и повреждений применяют следующие основные средства: физические упражнения (гимнастические, спортивно-прикладные, идеомоторные, то есть выполняемые мысленно, упражнения в посылке импульсов к сокращению мышц), естественные факторы природы (солнце, воздух, вода), лечебный массаж, двигательный режим. Кроме того, применяют дополнительные средства: трудотерапия и механотерапия.
Под трудотерапией понимают восстановление нарушенных функций с помощью избирательно подобранных трудовых процессов. Механотерапия — это восстановление утраченных функций с помощью специальных аппаратов. Её применяют, главным образом, для предупреждения контрактур (тугоподвижности в суставах). В спортивной практике после повреждений опорно-двигательного аппарата можно использовать для увеличения амплитуды движений в суставах тренажёрные устройства (по щадящей методике).
Лечебный массаж (классический, точечный, сегментарно-рефлекторный) применяют с целью как лечения, так и предупреждения заболеваний (например, гигиенический массаж, выполняемый в комплексе утренней гигиенической гимнастики).
Средства лечебной физической культуры, применяемые в спортивной практике, а также для профилактики заболеваний, относят к средствам лечебно-оздоровительной физической культуры.

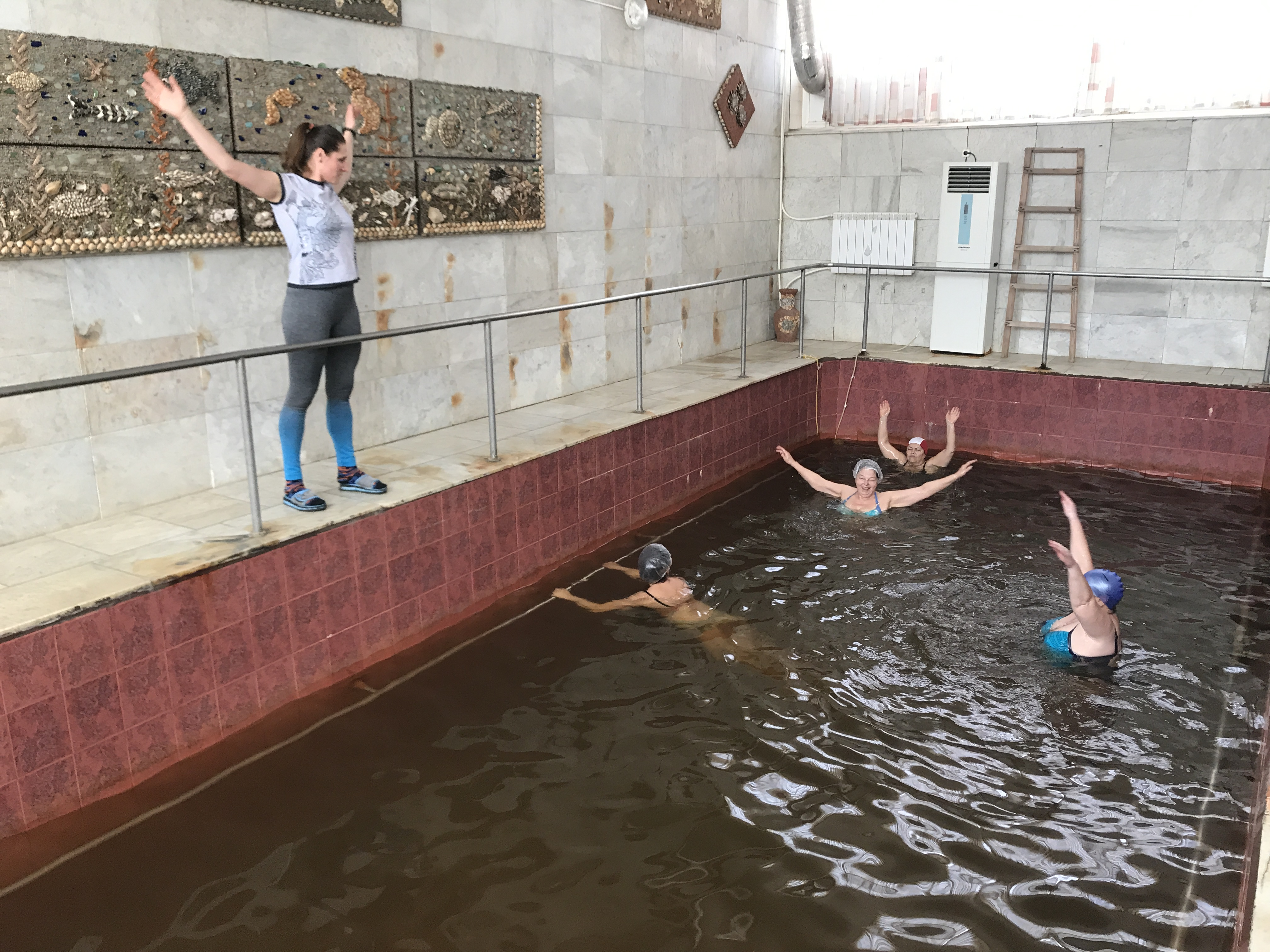
ЛФК в бассейне с минеральной водой

Таблица 1. Классификация средств, форм и методов ЛФК.
| Формы ЛФК | Средства ЛФК | Методики ЛФК | Способ проведения занятий ЛФК |
| --- | --- | --- | ----------------------------- |
| - Утренняя гигиеническая гимнастика - Лечебная гимнастика - Дозированная ходьба - Производственная гимнастика - Лечебное плавание - Гидрокинезотерапия - Механотерапия - Трудотерапия, обучение бытовым навыкам и ходьбе - Игры, спортивные игры - Туризм - Терренкур | - Физические упражнения - Физические упражнения в воде - Ходьба - Восхождения - Занятия на тренажёрах - Плавание | - При заболеваниях опорно-двигательной системы (ЛФК при коксартрозе, при нарушении осанки, остеохондрозе, сколиозе) - При заболеваниях сердечно-сосудистой системы - При заболеваниях дыхательной системы - При заболеваниях пищеварительной системы - При травмах - При операциях на грудной клетке - При беременности - Обучение ходьбе с опорой на трость |                               |

## Классификация и характеристика физических упражнений
Физические упражнения, применяемые с лечебной целью, делятся на гимнастические, идеомоторные, спортивно-прикладные, упражнения в посылке импульсов к сокращению мышц и игры (см. схему внизу).
Гимнастические упражнения представляют собой специально подобранные сочетания естественных для человека движений. Избирательно воздействуя с помощью гимнастических упражнений на отдельные мышечные группы или суставы, можно совершенствовать общую координацию движений, восстанавливать и развивать силу, быстроту движений, ловкость и гибкость.
В последнее время в лечебной физической культуре для восстановления функций опорно-двигательного аппарата и кардио-респираторной системы применяются ритмопластические (танцевальные) движения в музыкальном сопровождении, которое соответствует состоянию высшей нервной деятельности.
Гимнастические упражнения классифицируются по нескольким признакам.
По анатомическому признаку — упражнения для мышц головы, шеи, туловища, пояса верхних конечностей, мышц верхних и нижних конечностей, мышц брюшного пресса и тазового дна.
По признаку активности — активные (выполняемые самим занимающимся); пассивные (выполняемые методистом лечебной физической культуры с волевым усилием больного); активно-пассивные (выполняемые занимающимся с помощью методиста ЛФК).
По признаку использования гимнастических предметов и снарядов — упражнения без предметов и снарядов; упражнения с предметами и снарядами (с гимнастической палкой, резиновым, теннисным или волейбольным мячом, набивным мячом, булавами, гантелями, эспандером, скакалкой); упражнения на снарядах (на гимнастической стенке, наклонной плоскости, гимнастической скамейке, гимнастических кольцах, механотерапевтической аппаратуре, брусьях, бревне, перекладине).
По видовому признаку и характеру выполнения — порядковые и строевые, подготовительные (вводные), корригирующие, на координацию движений, дыхательные, в сопротивлении, висы и упоры, подскоки и прыжки, ритмопластические упражнения.
Порядковые и строевые упражнения (построения, повороты, ходьба) организуют и дисциплинируют занимающихся, вырабатывая необходимые двигательные навыки. Применяются они на послебольничном этапе реабилитации, а также в группах здоровья.
Подготовительные (вводные) упражнения подготавливают организм к предстоящей физической нагрузке. Их выбор зависит от задач занятия, а также от уровня физической подготовленности больного.
Корригирующие упражнения предупреждают и уменьшают дефекты осанки, исправляют деформации. Они нередко сочетаются с пассивной коррекцией: вытяжением на наклонной плоскости, ношением ортопедического корсета, специальной укладкой с использованием валиков, массажем. Корригирующие упражнения оказывают сочетанное воздействие на различные мышечные группы — одновременно укрепляют одни и расслабляют другие. Например, при выраженном грудном кифозе (сутулости) корригирующее влияние оказывают гимнастические упражнения, направленные на укрепление ослабленных и растянутых мышц спины и растягивание и расслабление больших грудных мышц, находящихся в состоянии повышенного тонуса; при плоскостопии — специальные упражнения на укрепление мышц голени и стопы в сочетании с упражнениями на формирование правильной осанки.
Упражнения на координацию движений и в равновесии применяются для тренировки вестибулярного аппарата при гипертонической болезни, неврологических заболеваниях, для лиц пожилого и старшего возраста, занимающихся в группах здоровья. Выполняются они в различных исходных положениях (стоя на узкой площади опоры, на одной ноге, на носках), с открытыми и закрытыми глазами, с предметами и без них, на гимнастической скамейке, гимнастическом бревне. К упражнениям на координацию движений относят также упражнения, направленные на формирование бытовых навыков, утраченных в результате того или иного заболевания (застёгивание пуговиц, шнурование обуви, зажигание спичек, открывание замка ключом). Широко используются лепка, сборка детских пирамидок, мозаика.
Дыхательные упражнения (статические, динамические, дренажные) являются ведущими в проведении любой формы лечебной физической культуры. Они благотворно влияют на функции сердечно-сосудистой и дыхательной систем, стимулируют обмен веществ, деятельность системы пищеварения. Их успокаивающее действие используют при нарушении нервной регуляции различных функций организма, для более быстрого восстановления при утомлении. Статические дыхательные упражнения выполняют в различных исходных положениях в состоянии покоя, то есть без движений ног, рук, туловища, динамические — в сочетании с движениями конечностей, туловища. К дренажным упражнениям относят дыхательные упражнения, специально направленные на отток экссудата из плевральной полости и удаление мокроты (при экссудативном плеврите, бронхоэктатической болезни, хроническом бронхите и других заболеваниях органов дыхания).
Различают брюшное (диафрагмальное), грудное и смешанное дыхание. Приступая к выполнению дыхательных упражнений нужно научить больного правильно дышать через нос — глубоко, ритмично, равномерно. При условии правильного дыхания вырабатывается ритмичность дыхательных движений (вдох-выдох), уменьшается их частота, удлиняется и усиливается выдох.
Висы, упоры, подскоки, прыжки как разновидность гимнастических упражнений включаются в методику лечебной физической культуры в период выздоровления. Они выполняются со строгой дозировкой по показаниям под наблюдением специалиста по лечебной физической культуре.
Ритмопластические упражнения используются на послебольничном этапе реабилитации для окончательного восстановления функций опорно-двигательного аппарата (при заболеваниях суставов, после перенесённых травм), а также в неврологической практике (при неврозах, переутомлении). Такие упражнения выполняются в музыкальном сопровождении с заданным ритмом и тональностью, в зависимости от функционального состояния больного, типа высшей нервной деятельности.
В лечебной физической культуре кроме гимнастических широко используются идеомоторные упражнения (особенно на больничном этапе реабилитации). Выполняемые мысленно, они не только вызывают слабое сокращение мышц, но и улучшают их функциональное состояние, что приводит организм к состоянию функциональной готовности. Эти упражнения применяют при параличах и парезах, при длительной иммобилизации конечностей или туловища, то есть когда больной не может активно выполнять упражнения. В спортивной практике идеомоторные упражнения применяются в период временного непосещения тренировок по болезни с целью сохранить спортивную форму и уровень технического мастерства.
Упражнения в посылке импульсов заключаются в том, что больному предлагают расслаблять или сокращать мышцы иммобилизованного сустава при мысленном представлении совершаемого движения. Применяются эти упражнения при разных видах иммобилизации конечностей для предупреждения атрофии мышечных групп, улучшения в них кровообращения и обмена веществ (например, при наложении гипсовой повязки на бедро и коленный сустав больной активно сокращает четырёхглавую мышцу бедра, напрягая коленную чашечку под гипсом).
Из спортивно-прикладных упражнений в лечебной физической культуре наиболее часто используют ходьбу, бег, прыжки, метания, лазанья, упражнения в равновесии, поднимании и переноске тяжестей, дозированные греблю, ходьбу на лыжах, катание на коньках, лечебное плавание, езду на велосипеде. Спортивно-прикладные упражнения способствуют окончательному восстановлению повреждённого органа и всего организма в целом, воспитывают у больных настойчивость и уверенность в своих силах.
В лечебно-оздоровительной физической культуре спортивно-прикладные упражнения используются для предупреждения заболеваний, воспитания физических качеств, подготовки к труду.
Ходьба укрепляет мышцы не только нижних конечностей, но и всего организма за счёт ритмичного чередования напряжения и расслабления мышц, что улучшает крово- и лимфообращение, дыхание, обмен веществ и оказывает общеукрепляющее действие.
Дозированный бег равномерно развивает мускулатуру всего тела, тренирует сердечно-сосудистую и дыхательную системы, повышает обмен веществ, формирует глубокое и ритмичное дыхание. В лечебной физической культуре бег назначается тренированным больным с индивидуальной дозировкой при тщательном врачебно-педагогическом контроле. Бег является не только средством лечебно-оздоровительной физической культуры, но и средством поддерживающей и профилактической терапии.
Прыжки относятся к кратковременным интенсивным упражнениям, применяемым в период выздоровления с индивидуальной дозировкой (при обязательном контроле ЧСС). Упражнения в метании помогают восстанавливать координацию движений, улучшают подвижность в суставах, увеличивают силу мышц конечностей и туловища, скорость двигательной реакции. В занятиях используются набивные мячи, диски, копьё, мячи с петлёй, гранаты. Лазанье по гимнастической стенке и канату способствует увеличению подвижности в суставах, развитию силы мышц туловища и конечностей, координации движений. Лазанье имеет большое прикладное значение в быту, военном деле.
Упражнения в равновесии применяются при поражении вестибулярного аппарата, при гипертонической болезни, после ампутации нижних конечностей, при нарушениях осанки, сколиозах и плоскостопии.
Упражнения в поднимании и переноске тяжестей требуют строгого врачебно-педагогического контроля. Они используются в лечебно-оздоровительной физической культуре для тренировки в период окончательного восстановления функций. Эти упражнения противопоказаны при нарушении осанки, сколиозах, плоскостопии, заболеваниях позвоночника, желудка, суставов, при гипертонической болезни.
Дозированная гребля используется для выработки ритмичности движений, способствующих глубокому дыханию, развитию и укреплению мышц верхних конечностей, туловища и увеличению подвижности позвоночника. Повышение внутрибрюшного давления при гребле положительно влияет на процесс пищеварения и тканевый обмен. Гребля в условиях чистого, свежего, ионизированного, насыщенного водяными парами воздуха (лучше морского) оказывает оздоровительное влияние на весь организм. Дозированная гребля назначается при заболеваниях суставов, сердечно-сосудистой и дыхательной систем и проводится с определёнными кратковременными паузами для отдыха под врачебно-педагогическим контролем.
Дозированные лыжные прогулки укрепляют все мышечные группы, повышают обмен веществ, улучшают работу сердечно-сосудистой и дыхательной систем, тренируют вестибулярный аппарат, улучшают настроение, способствуют нормализации состояния нервной системы, оказывают закаливающее влияние.
Катание на коньках улучшает обмен веществ, деятельность сердечно-сосудистой, дыхательной и нервной систем, функцию вестибулярного аппарата, развивает координацию движений. Назначается в период выздоровления и для профилактики заболеваний под врачебно-педагогическим наблюдением хорошо тренированным лицам, умеющим кататься на коньках.
Дозированное лечебное плавание повышает теплоотдачу, улучшает обмен веществ, активизирует функцию органов пищеварения и дыхания, укрепляет мышцы всего тела, нервную систему, оказывает закаливающее воздействие. Применяется при заболеваниях позвоночника для расслабления мышц и освобождения его от осевой нагрузки, при нарушениях осанки, заболеваниях дыхательной системы, а также с целью снять утомление в режиме рабочей недели или спортивной тренировки.
Езда на велосипеде применяется с общеоздоровительной целью, а также для укрепления мышц и увеличения подвижности в суставах нижних конечностей. С этой же целью применяются упражнения на велоэргометре при травмах опорно-двигательного аппарата, парезе нижних конечностей, нарушениях обмена веществ и для тренировки сердечно-сосудистой системы.
Наряду с перечисленными упражнениями в лечебной физической культуре используются игры. Все разновидности игр (игры на месте, малоподвижные, подвижные, спортивные) способствуют улучшению работы всех органов и систем организма. Их проводят в период выздоровления при врачебно-педагогическом наблюдении в заключительной части занятия лечебной гимнастикой.

## Методика лечебного применения физических упражнений. Дозировка
Перед назначением лечебной физической культуры определяются задачи использования физических упражнений, подбираются средства и формы для решения этих задач. Чтобы сделать всё это правильно, необходимо учитывать фазу развития болезни, реакцию на неё организма, состояние всех органов и систем, не вовлечённых в болезненный процесс, психическую реакцию больного на заболевание и другие его индивидуальные особенности.
Во всех случаях важно соблюдать принцип сочетания общего и местного воздействия физических упражнений, помня, что выздоровление во многом зависит от общего состояния организма больного.
Каждое физическое упражнение, используемое в лечебной физической культуре, оказывает восстанавливающее, поддерживающее или профилактическое влияние на больного. Поэтому при назначении лечебной физической культуры нужно определить (помимо медицинских показаний) направленность её использования: с целью восстановления нарушенных функций, поддержания их и здоровья в целом или с целью предупреждения заболеваний, их осложнений и других отклонений в состоянии здоровья.
На основе общих положений лечебной физической культуры строятся различные частные методики, отражающие своеобразие патофизиологических и клинических проявлений заболевания у отдельного больного или группы больных, составленные по нозологическому признаку. Основными принципами применения лечебной физической культуры являются целостность организма (единство психического и физического), единство среды и организма (социального и биологического), единство формы и функции, общего и местного, лечения и профилактики (В. Н. Мошков, 1984).
Методика лечебной физической культуры должна быть основана на общепедагогических (дидактических) принципах. Эффективность её возможна лишь при активном отношении больного к занятиям. Объяснение методистом перспективы ускорения восстановления нарушенных функций под влиянием занятий физическими упражнениями повышает интерес больного к ним.
Принцип наглядности при обучении движениям осуществляется не только через зрительные ощущения, но и с помощью других органов чувств. Показ физических упражнений подтверждает объяснение и помогает занимающемуся правильно их выполнять.
Принцип доступности зависит от оценки врачом или методистом клинического проявления болезни и уровня физической подготовленности больного.
Оздоровительный эффект лечебной физической культуры является результатом реализации принципа систематичности занятий, построенных с учётом постепенности и последовательности выполнения упражнений. Занятия начинаются с простых и лёгких, известных больному упражнений. По мере роста его функциональных возможностей назначаются более сложные упражнения (при строгом учёте реакции организма). Занятия проводятся ежедневно, иногда по нескольку раз в день, при определённой дозировке, в сочетании с назначенным режимом дня.
Принцип индивидуального подхода предполагает учёт пола, возраста, уровня тренированности, общего состояния больного, течения основного и сопутствующих заболеваний.
Наряду с дидактическими принципами большое значение имеет оптимальное дозирование средств лечебной физической культуры — установление суммарной дозы (величины) физической нагрузки при применении как одного упражнения, так и какого-либо комплекса (утренняя гимнастика, занятия лечебной гимнастикой, прогулка) (В. Н. Мошков).
Физическая нагрузка должна быть адекватна функциональным возможностям больного. Чрезмерно малая или большая нагрузка не окажет достаточного лечебного действия. Нагрузка дозируется выбором исходных положений, подбором упражнений, числом общеразвивающих и дыхательных упражнений, их продолжительностью, числом повторений каждого упражнения, темпом, амплитудой движений, степенью силового напряжения, сложностью движений, их ритмом, эмоциональностью занятий, их плотностью.
В лечебной физической культуре выбор исходных положений зависит от двигательного режима, назначенного врачом. Различают три основных исходных положения: лёжа (на спине, на животе, на боку), сидя (в постели, на стуле, на ковре с прямыми ногами, сидя в постели или на стуле со спущенными ногами), стоя (на четвереньках — коленно-кистевое, на получетвереньках — коленно-локтевое, стоя без опоры, с опорой на костыли, палки, ходилки, брусья, перекладину, гимнастическую стенку, спинку стула). Например, при заболеваниях сердечно-сосудистой и дыхательной систем можно выполнять упражнения в положениях лёжа, полулёжа с высоко поднятой головой, сидя, стоя; при болезнях органов пищеварения — сидя, лёжа на спине, стоя; при повреждениях позвоночника — лёжа на спине и на животе, стоя на четвереньках, полулёжа, стоя.
Подбор физических упражнений и определение их продолжительности осуществляют с учётом принципа постепенности (от лёгкого к трудному, от простого к сложному), а также особенностей личности больного и течения болезни.
Продолжительность физических упражнений определяют фактическим временем, затрачиваемым больным на их выполнение. Это зависит от сложности упражнений, числа упражнений в комплексе, индивидуальной реакции организма больного на нагрузку.
Число повторений каждого упражнения зависит от особенностей течения болезни, числа, характера и вида упражнений, входящих в данный комплекс, продолжительности их выполнения. Число повторений упражнений для мелких мышечных групп может быть большим, чем для крупных.
Темп выполнения движений может быть разным. Различают медленный, средний и быстрый темп. В условиях стационара упражнения выполняют обычно в медленном и среднем темпе, на поликлиническом и санаторном этапах реабилитации — в медленном, среднем и быстром.
Уменьшение, или увеличение амплитуды (размаха) движений также позволяет регулировать физическую нагрузку.
Степень силового напряжения при выполнении движений зависит от волевого напряжения, применения отягощения, сопротивления или их сочетания. Отягощение может осуществляться весом собственного тела, весом предметов, весом или сопротивлением партнёра.
Степень сложности движений также влияет на величину нагрузки. Усложнять упражнения необходимо постепенно, по мере овладения ими, а также по мере роста функциональных возможностей организма.
Ритм движений, или система их чередования, оказывает большое влияние на работоспособность. Правильно подобранный ритм движений отдаляет наступление утомления. Ритмичность движений способствует уменьшению нагрузки на нервную систему за счёт выработки автоматизма.
Число общеразвивающих и дыхательных упражнений в занятии зависит от периода и характера заболевания. По мере выздоровления удельный вес этих упражнений снижается за счёт введения специальных упражнений. В отдельных случаях, например, при заболеваниях органов дыхания, пищеварения или в послеоперационном периоде, данные упражнения являются специальными.
Использование эмоционального фактора состоит в создании у больного на занятиях физическими упражнениями положительных эмоций. Это повышает лечебно-оздоровительный эффект занятий и отдаляет наступление утомления.
Большое значение для дозирования физической нагрузки имеет плотность занятия. Её определяют отношением длительности фактического выполнения упражнения к длительности всего занятия. В лечебной физической культуре плотность нагрузки достигает 25—30%. В основном она зависит от длительности перерывов между отдельными упражнениями. В лечебно-оздоровительной физической культуре плотность нагрузки значительно повышается.
Дозировка нагрузки в занятиях лечебной физической культурой имеет очень важное значение, так как от неё во многом зависит лечебное действие физических упражнений. Передозировка может вызвать ухудшение состояния, а недостаточная нагрузка не даёт нужного эффекта. Только при соответствии состоянию больного и его возможностям физическая нагрузка может оптимально изменить функции различных систем организма и оказать лечебное действие.
Физическая нагрузка дозируется в зависимости от задач данного периода лечения, проявлений заболевания, функциональных возможностей и возраста больного. Далеко не всегда следует стремиться к большим физическим нагрузкам. Оздоровительное и лечебное действие при многих заболеваниях достигается специальными физическими упражнениями с умеренной физической нагрузкой. Например, улучшение периферического кровообращения можно получить при использовании упражнений для мелких мышечных групп и дыхательных упражнений, которые относятся к упражнениям малой интенсивности.
Изменять физическую нагрузку можно различными методическими приёмами, так как она зависит от многих факторов. Основным из них является объём мышечных групп, участвующих в движении, число и характер выполнения физических упражнений: темп, амплитуда движения, степень силового напряжения мышц.
Повышать или снижать физическую нагрузку можно, увеличивая или уменьшая число повторений каждого упражнения и изменяя характер их выполнения.
Регулировать воздействие физических упражнений позволяют специально подобранные исходные положения. Некоторые из них сами по себе вызывают физиологические сдвиги, так как требуют мышечных усилий статического характера. Например, в положении сидя ЧСС увеличивается на 5—8%, а в положении стоя — на 10—20% по сравнению с положением лёжа.
Чередование мышечных нагрузок, когда упражнения для одной группы мышц сменяются упражнениями для другой группы, а упражнения с большой мышечной нагрузкой чередуются с упражнениями, требующими незначительных мышечных усилий, или с дыхательными упражнениями и упражнениями на расслабление, предупреждает преждевременное наступление утомления и обеспечивает возможность длительно, без больших перерывов для отдыха выполнять физические упражнения.
Физическая нагрузка регулируется также степенью сложности упражнений. Трудные по координации упражнения могут вызывать напряжение мышц, не участвующих в движении, этим самым увеличивая нагрузку.
Интенсивность физических упражнений может быть малой, умеренной, большой и максимальной (В. К. Добровольский). К упражнениям малой интенсивности относятся упражнения с участием в движении малых и средних мышечных групп, выполняемые в медленном и среднем темпе, статические дыхательные упражнения и упражнения в расслаблении мышц. Исходные положения не должны вызывать больших статических напряжений и затруднять выполнение упражнений. Физиологические сдвиги при выполнении данных упражнений незначительные: небольшое изменение ЧСС, умеренное повышение максимального и понижение минимального давления крови, урежение и углубление дыхания.
Упражнения умеренной интенсивности вовлекают в движение средние (в среднем и быстром темпе) и крупные (в медленном и среднем темпе) мышечные группы. Применяются динамические дыхательные упражнения, упражнения с предметами и небольшими отягощениями, ходьба в медленном и среднем темпе, малоподвижные игры. При выполнении этих упражнений ЧСС повышается незначительно, умеренно повышается максимальное артериальное и пульсовое давление, увеличивается лёгочная вентиляция. Продолжительность восстановительного периода составляет несколько минут.
Упражнения большой интенсивности характеризуются одновременным включением в работу большого числа мышечных групп, выполнением движений в среднем и быстром темпе. К ним относятся упражнения на гимнастических снарядах, с отягощениями, быстрая ходьба, бег, прыжки, подвижные и спортивные игры, ходьба на лыжах. Все они предъявляют значительные требования к нервной, сердечно-сосудистой и дыхательной системам: вызывают увеличение ЧСС, повышение максимального артериального и пульсового давления, усиление обмена веществ. Продолжительность восстановительного периода составляет свыше 10 минут.
Упражнения максимальной интенсивности редко применяются в лечебной физической культуре. К таким упражнениям с предельной нагрузкой относится, например, бег на скорость. При их выполнении возникает кислородный долг, поэтому деятельность сердечно-сосудистой и дыхательной систем значительно усиливается.
Дозировать необходимо общую и местную физические нагрузки. Общая нагрузка складывается из энергетических затрат организма на выполнение мышечной работы во всех физических упражнениях. О соответствии её возможностям больного можно судить по внешним признакам утомления и реакции сердечно-сосудистой и дыхательной систем — динамике ЧСС и дыхания. Местная физическая нагрузка оказывает в основном локальное воздействие. Примером такой нагрузки являются упражнения для восстановления движения парализованных мышц.
Пассивные движения и упражнения, выполняемые с помощью, оказывают незначительное общее воздействие, поэтому должны дозироваться степенью местного влияния. В некоторых случаях местные нагрузки, например, упражнения для укрепления мышц туловища при компрессионных переломах, дозируются и по общему, и по местному воздействию (по ЧСС и степени утомления мышц) на организм больного. Для более точной оценки общей и местной нагрузки учитываются и субъективные ощущения больного.
В зависимости от задач в различные периоды лечения выделяют три основных варианта (как общих, так и местных) дозировки нагрузок: лечебные, тонизирующие (поддерживающие), и тренирующие.
Лечебная дозировка применяется в тех случаях, когда необходимо в первую очередь оказать терапевтическое воздействие на поражённую систему или орган, сформировать компенсации, предупредить осложнения. При этом общая физическая нагрузка в занятиях обычно небольшая и от занятия к занятию увеличивается незначительно. При ухудшении состояния она снижается. Местная физическая нагрузка складывается из специальных упражнений и может быть малой (например, в начальный период лечения больных бронхиальной астмой или с невритом лицевого нерва) или умеренной (например, при лечении переломов в период иммобилизации). Признаков общего утомления при этом может не наблюдаться, хотя часто отмечается утомление отдельных мышечных групп. Физиологические сдвиги со стороны сердечно-сосудистой и дыхательной систем мало выражены.
Тонизирующая (поддерживающая) дозировка применяется в удовлетворительном состоянии больного при длительной иммобилизации, хронических заболеваниях с волнообразным течением, после окончания восстановительного лечения с максимально возможным лечебным эффектом. Общие и местные физические нагрузки зависят от функциональных возможностей организма в целом, отдельного поражённого органа или системы. Они должны стимулировать функции основных систем, то есть оказывать тонизирующее действие и поддерживать достигнутые результаты лечения. Применяются физические упражнения умеренной или большой интенсивности. Характерная особенность этого варианта дозировки нагрузок заключается в том, что они не увеличиваются в процессе курса лечебной физической культуры. Занятие должно не утомлять больного, а вызывать чувство бодрости, прилива сил, улучшение настроения.
Тренирующая дозировка применяется в период выздоровления и в период восстановительного лечения, когда необходимо нормализовать все функции организма больного, повысить его работоспособность или добиться высокой степени компенсации. Физические нагрузки при выполнении как общеразвивающих, так и специальных упражнений от занятия к занятию повышаются за счёт различных методических приёмов и дозируются так, чтобы вызвать утомление. Физиологические сдвиги в деятельности основных систем, как правило, значительные, но зависят от заболевания и состояния больного. Тренирующее воздействие в определённые периоды заболевания могут оказывать и упражнения умеренной интенсивности при постепенно увеличивающейся дозировке. Для определения объёма физических нагрузок, оказывающих тренирующее воздействие, проводят различные тесты. Так, при заболеваниях сердечно-сосудистой системы предельно допустимые физические нагрузки определяются с помощью пробы толерантности к ним; величина осевой нагрузки при диафизарных переломах — с помощью давления повреждённой иммобилизованной ногой на весы до момента появления болевых ощущений (80% от полученной величины — оптимальная нагрузка); тренирующее действие для увеличения силы мышц оказывает нагрузка, составляющая 50% от максимальной.

## Формы лечебной физической культуры
Существует множество форм лечебной физической культуры: утренняя гигиеническая гимнастика, занятие лечебной гимнастикой, самостоятельные занятия физическими упражнениями, лечебная дозированная ходьба, дозированные восхождения (терренкур), массовые формы оздоровительной физической культуры, дозированные плавание, гребля.
Утренняя гигиеническая гимнастика — это выполнение специально подобранного комплекса физических упражнений, способствующего переходу организма из состояния торможения (сна) к активному режиму дня. На послебольничном этапе реабилитации утреннюю гигиеническую гимнастику можно проводить на открытом воздухе, сочетая её с непродолжительной прогулкой.
Занятие лечебной гимнастикой — основная форма лечебной физической культуры, направленная на восстановление функции пострадавшего органа и всего организма в целом. Занятие состоит из трёх частей: вводной, основной и заключительной. В первой даются элементарные гимнастические и дыхательные упражнения, подготавливающие больного к возрастающей физической нагрузке. Во второй применяются специальные и общеразвивающие упражнения, оказывающие положительное воздействие на пострадавший орган и весь организм больного. В третью включаются элементарные гимнастические и дыхательные упражнения на расслабление мышечных групп, снижающие общую физическую нагрузку и способствующие восстановлению физиологических показателей.
Самостоятельные занятия лечебной гимнастикой проводятся больными, умеющими правильно выполнять физические упражнения и сознательно относящимися к качеству их выполнения. Комплекс упражнений для них составляют специалисты по лечебной физической культуре с учётом индивидуальных особенностей каждого больного. Самостоятельные занятия, которые проводятся с профилактической целью, строятся на основании рекомендаций самих специалистов, а также рекомендаций, полученных с помощью средств массовой информации (теле- и радиопередач, специальной литературы).
Лечебная дозированная ходьба проводится для нормализации походки после травм и заболеваний нервной системы, опорно-двигательного аппарата, обмена веществ, для тренировки сердечно-сосудистой и дыхательной систем, а также адаптации организма к нагрузкам. Дозируется лечебная ходьба скоростью передвижения, длиной дистанции, длиной шага, рельефом местности, качеством грунта. Такая ходьба является самостоятельной формой лечебной физической культуры, в отличие от ходьбы как спортивно-прикладного упражнения, применяемого в занятии лечебной гимнастикой в качестве средства лечебной физической культуры.
Дозированное восхождение (терренкур) — лечение дозированной ходьбой с постепенным подъёмом и спуском на специальных маршрутах. Эта форма занятий применяется при заболеваниях сердечно-сосудистой, дыхательной систем, нарушениях обмена веществ, травматических поражениях опорно-двигательного аппарата и нервной системы. В зависимости от крутизны подъёма маршруты терренкура делятся на группы с углом подъема 4—10°, 11—15°, 16—20°. Наиболее известны маршруты терренкура в Кисловодске, Ессентуках, Сочи, Гурзуфе, Ялте, Алма-Ате.
Дозированные плавание, гребля, ходьба на лыжах, катание на коньках могут являться не только средствами лечебной физической культуры (как разновидность спортивно-прикладных упражнений), но и самостоятельной формой. Они рассчитаны на дальнейшую тренировку функций поражённых органов и всего организма в целом, повышение работоспособности выздоравливающих, профилактику заболеваний. Эта форма занятий применяется индивидуально — с учётом показаний, противопоказаний и соответствующих дозировок. В последнее время она широко используется в реабилитации спортсменов, лиц молодого и среднего возраста.
К массовым формам оздоровительной физической культуры относятся элементы спортивных игр, ближний туризм, элементы спорта, массовые физкультурные выступления, праздники. Эти формы подбираются и дозируются индивидуально. Они применяются в период окончательного выздоровления с целью тренировки всех органов и систем. Массовые формы лечебной физической культуры могут использоваться и с профилактической целью, особенно в группах здоровья, на курортах и в санаториях.